# Jocuri intelectuale
Scopul jocurilor intelectuale este de a:

- dezvolta logica, imaginația, spiritul de echipă;

- aplica cunoștințele și aptitudinile într-un mod interesant și folositor;

- comunica cu colegii;

- îmbogăți și împărtăși cunoștințele;

- lua tot ce este mai bun de la joc, comunicare și prieteni.

În prezent există mai multe tipuri de jocuri intelectuale. 

Unul din cel mai populare este jocul “Ce? Unde? Când?” (CUC) 

•	Se joacă în echipe câte 6 jucători. 

•	Un prezentator citește echipelor întrebări de logică și erudiție. 

•	După ce au auzit întrebarea echipele au un minut pentru a răspunde. 

•	Răspunsurile pot fi în scris sau verbale. 

•	Pot juca una sau mai multe echipe în dependență de formatul competiției. 

În prezent, în Republica Moldova exista Clubul Moldovenesc de Jocuri Intelectuale - fondat în ianuarie 2000.

Astăzi cuprinde în jur de 50 de echipe, adică peste 300 de membri, de toate vârstele, de la școli, licee, universități și chiar absolvenți ai universităților.

Scopurile Clubului:

•	Promovarea activităților distractive de cunoaștere 

•	Încurajarea competiției în domeniul jocurilor intelectuale 

•	Cultivarea erudiției, creativității, spiritului de echipă 

•	Crearea unei comunități a iubitorilor de jocuri intelectuale 

•	Practicarea jocurilor de cunoaștere ca o mai bună metodă de învățare și de distracție